# آلفرد پرینگشایم
آلفرد پرینگشایم (Christopher Clavius) (2 سپتامبر ۱۸۵۰–۲۵ ژوئن ۱۹۴۱)، ریاضی‌دان آلمانی و حامی هنر بود. او در اوهلاو، سیلیسیای پروسی (اکنون اوواوا، لهستان) به دنیا آمد و در شهر زوریخِ سوئیس در گذشت.

## خانواده و حرفه آکادمیک

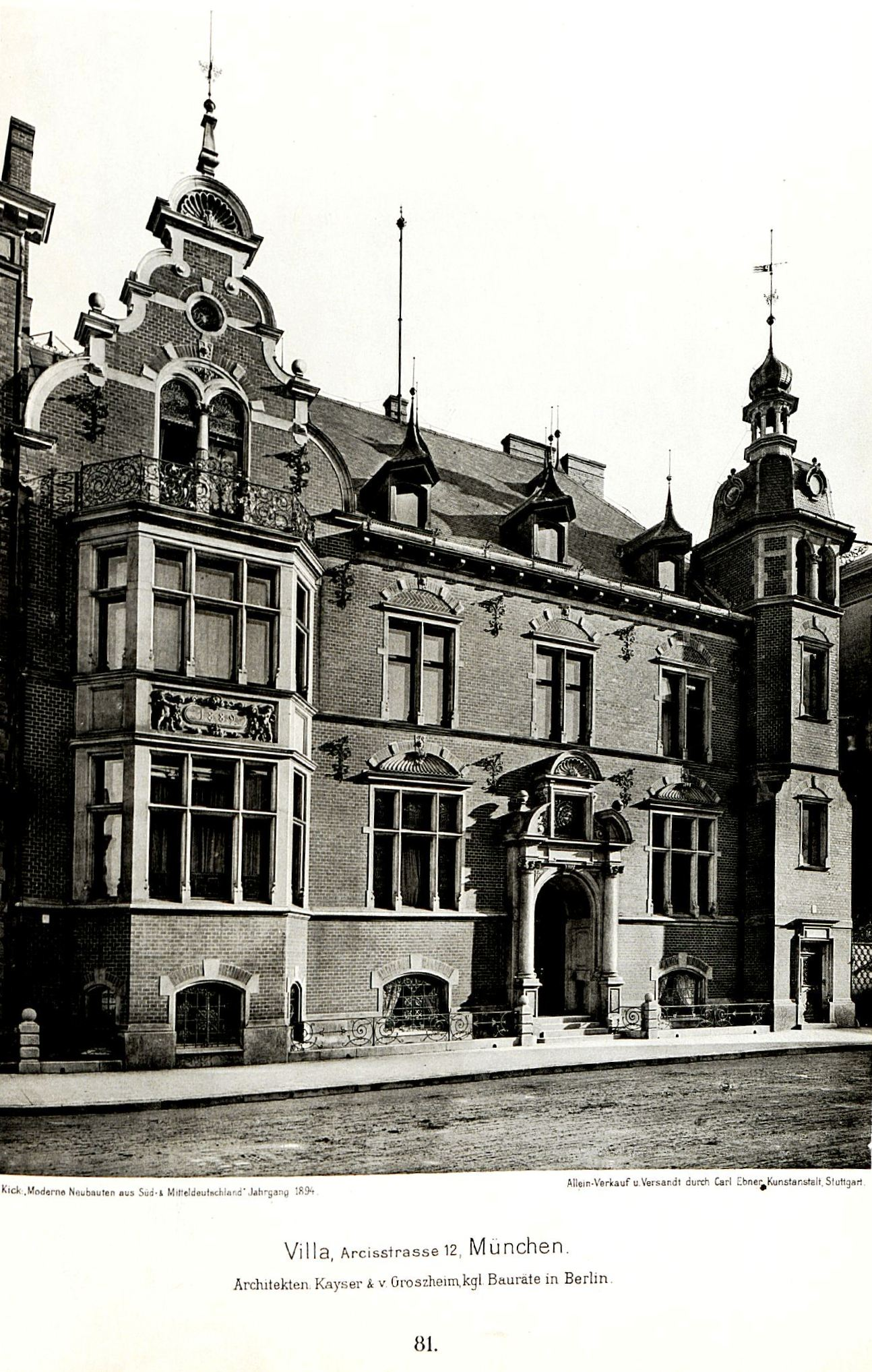
او در ۱۸۸۹ میلادی به «کاخ پرینگشایم» در خیابان آرکیس ۱۲، مونیخ، نقل مکان کرد.

پرینگشایم متعلق به یک خانواده یهودی، تجارت پیشه و بسیار ثروتمند سیلزیایی بود. او اولین و یگانه فرزند رودلف پرینگشایم (۱۸۲۱–۱۹۰۱)، کارآفرین در راه‌آهن سیلزی علیا و صاحب معدن ذغال‌سنگ و همسرش پائولا (با نام تولد: دویچمن) (۱۸۲۷–۱۹۰۹) بود. او خواهر جوانتری به نام مارتا داشت.
پرینگشایم وارد جیمنیزیوم ماریاماگدالنا در برسلاو شد و در رشته موسیقی و ریاضیات به تحصیل پرداخت. در سال ۱۸۶۸ ریاضیات و فیزیک را در برلین و در دانشگاه روپرشت کارل در هایدلبرگ فرا گرفت. سپس در سال ۱۸۷۲ دکترای خود را در بخش ریاضیات به‌دست‌آورد و تحت نظر لئو کونیگزبرگر آموزش دید. پرینگشایم در سال ۱۸۷۵ از شهر برلین، جایی که پدر و مادراش در آن زندگی می‌کردند، به مونیخ رفت تا رتبه شایستگی خود را کسب کند. دو سال بعد او کارش را به عنوان استاد در دانشگاه لودویگ ماکسیمیلیان مونیخ آغاز کرد.
پرینگشایم نخست به عنوان دانش‌یار (associate professor) ریاضیات و سپس استاد (پروفسور) دراین دانشگاه گماشته شد. او سرانجام در سال ۱۹۲۲ به عنوان استاد برجسته بازنشسته شد. پرینگشایم در سال ۱۸۹۸ عضو آکادمی علوم باواریا شد و در این مقام تا سال ۱۹۳۸ باقی‌ماند. این چهره علمی و آکادمیک، هم‌چنین عضو متناظر آکادمی علوم گوتینگن بود. علاوه بر این، عضویت آکادمی لئوپلدینه، قدیمی‌ترین آکادمی علوم طبیعی آلمان، را نیز به‌دست‌آورد.
پرینگشایم خود را تبعه آلمان می‌دانست که از «عقیده موزائیک» (که معنی محافظه‌کار یا یهودیت ارتدکسی را افاده می‌کند) پیروی نمی‌کرد و مکرراً از انجام غسل تعمید خودداری می‌کرد.
پرینگشایم در سال ۱۸۷۸ با جیرترود هیدویگ انا دوهم (۱۸۵۵–۱۹۴۲) بازیگر برلینی که مادرش نیز از چهره‌های معروف در عرصه دافع از حقوق زنان برلین بود (۱۸۳۱–۱۹۱۹)، ازدواج کرد. ثمره ازدواج آن‌ها پنج فرزند بود؛ اریش (متولد ۱۸۷۹)، پیتر (متولد ۱۸۸۱)، هاینز (متولد ۱۸۸۲) و دوگانگی (متولد ۱۸۸۳)؛ کلاوس و کتارینا که بنام کاتیا معروف بودند. فرزند اولی او، اریش، به‌خاطر زندگی فلاکت‌بار و قرض‌های قماربازی به آرژانتین تبعید شد و در سن جوانی در آن‌جا درگذشت. اما دو پسر دیگرش؛ پیتر و کلاوس راه پدر را تعقیب کردند و به دنبال تحصیل رفتند تا این‌که درجه استاد ریاضیات و مهارت آهنگسازی را حاصل نمود. به دلیل این‌که یک موسیقی‌دان در یک خانواده کافی‌ست، فرزند دیگرش، هاینز، شغل متفاوتی را پیش گرفت و باستان‌شناس شد و دکترای خود را در این رشته به‌دست‌آورد. ولی مدتی بعد رشته خود را تغییر داد و یک رهبر ارکستر و منتقد مؤفق در شهر برلین و مونیخ شد. دخترش کاتیا نخستین زن در مونیخ بود که شرایط ورود به دانشگاه را به‌دست‌آورد و یکی از اولین محصل فعال زن در دانشگاه مونیخ به‌شمار می‌رفت. کاتیا بعداً به عقد توماس مان، نویسنده و برنده جایزه نوبل درآمد.
پرینگشایم علاوه بر این‌که مشغول کسب علم ریاضیات بود، از اوان جوانی به موسیقی نیز بسیار علاقه داشت و آهنگ‌های مختلفی ریچارد واگنر را در پیانو اجراء می‌کرد. سپس علاقه‌مند به نظریه و تاریخ هنر شد و بسته‌های مهمی ظروف سفالی و نقاشی‌های مایولیکا (که به آن مجولیکا نیز گفته می‌شود ظروف سفالی قلع و لعاب ایتالیایی است که از دره رنسانس ساخته شده‌است) ساخت.

## تحقیقات ریاضیاتی
پرینگشایم در آنالیز ریاضی، توابع حقیقی و مختلط را با پیروی از رهیافت مکتب سری توانی وایرشتراس مطالعه کرد. پرینگشایم آثار و نوشته‌های متعددی را در موضوع آنالیز مختلط با تمرکز بر نظریه جمع‌پذیری سری‌های بی‌نهایت و رفتار مرزی توابع تحلیلی منتشر کرد.
یکی از قضایای پرینگشایم که قبلاً طبق ژاک آدامار از سوی امیل بورل ثابت شده بود، بیان می‌کند که سری‌توانی با ضرایب مثبت و شعاع هم‌گرایی معادل ۱، لزوماً در نقطه ۱ دارای تکینگی است. این قضیه در آنالیز ترکیبیاتی و [[قضیه پرون-فربنیوس عملگرهای مثبت در فضاهای برداری مرتب به‌کار می‌رود.
قضیهٔ دیگری که بعد از پرینگشایم نام‌گذاری شده‌است، معیار تحلیلی را برای یک تابع {\displaystyle C^{\infty }} براساس رفتار شعاع همگرایی بسط تیلور در اطراف یک بازه ارائه می‌کند. با این‌حال، اثبات اصلی پرینگشایم نقص (مرتبط به همگرایی یکنواخت) داشت و اثبات صحیح آن از سوی رالف فیلیپ بواس ارائه شده بود.
پرینگشایم و ایوان شلزینسکی به‌صورت جداگانه کار کردند و آنچه را که امروزه قضیه شلزینسکی- پرینگشایم در مورد همگرایی کسرهای مسلسل خاص نامیده می‌شود، اثبات نمودند.
پرینگشایم در کنار پژوهش‌های خود در زمینه آنالیز، هم‌چنان مقالاتی را در مورد مبادی حساب و نظریه اعداد برای «دایرة المعارف علم ریاضی» نوشت. او نوشته‌های علمی خود را در متمتیش آنالن منتشر کرد. پرینگشایم به عنوان «عضو آکادمی علوم باوارین»، صورت جلسات علمی‌اش را به ثبت رسانیده‌است.

## تحت آزار رژیم نازی
وقتی‌که حزب نازی آلمان بر اریکه قدرت تکیه زد، پرینگشایم را به‌خاطر نسب یهودی‌اش تحت تعقیب و آزار قرار داد.
علت اصلی این که او مورد تعقیب قرار گرفت، سن (میانه دهه ۸۰ خود بود) او بود که نمی‌خواست بیرون از کشور برود، همان‌گونه که بسیاری اعضای خانواده او نیز بیرون نرفتند و در آلمان باقی‌ماندند. یکی از قوانین ضدیهودی نازی‌ها، «فرمان تغییر نام» بود که در ۱ ژانویه ۱۹۳۸ میلادی در این کشور اجرایی شد. این قانون او را واداشت تا نام خود را در سن ۸۷ سالگی به‌صورت قانونی به آلفِرد اسرائیل پرینگشایم تغییر دهد. ابتداء او اجازه خارج شدن از کشور را نداشت و وینیفرد واگنر نیز نتوانست در این زمینه به پیرمرد واگنر یاری رساند. اما به‌وسیله مداخله رئیس آن وقت دانشگاه مونیخ (LMU)، کارل هاوشوفر، همسایه سابق او که دوست رودلف هس بود و اسکار پرون استاد ریاضیات که او نیز شاگرد سابق پرینگشایم بود و همچنین از طریق اقدام عضو شجاع SS که پاسپورت او را در آخرین لحظه ترتیب داد، سرانجام او و خانمش توانستند پس از تحمل تحقیر و حقارت سنگین در ۳۱ اکتبر ۱۹۳۹ این کشور را به مقصد زوریخ سوئیس ترک کنند.
اس‌اس در ماه نوامبر ۱۹۳۸ و در جریان شب بلورین مجموعهٔ مایولیکای پرینگشایم را از خانه او در مونیخ به‌دست‌آورد. سپس سوی حزب نازی در یک حراجِ اجباری در حراج‌خانه لندن در عوض صدور اجازه مهاجرت به فروش رسید.
خانه پرینگشایم باید برای حزب نازی فروخته می‌شد؛ همین بود که او را تخریب کردند و تعمیرات اداری حزب نازی را در آن مستقر نمودند؛ جای که تمامی اسناد اعضای حزب نازی آلمان تا سال ۱۹۴۵ در آن‌جا نگهداری می‌شد. امروزه، مؤسسه هنر و تاریخ دانشگاه مونیخ (LMU) و سایر دفاتر دولتی مرتبط به آثار باستانی در آن‌ها قرار دارند.
در نهایت، پرینگشایم به تاریخ ۲۵ ژوئن ۱۹۴۱ در زوریخ چشم از جهان فروبست. همسرش تمام لوازم شخصی را که با خود به سوئیس برده بود، شامل نامه‌های ریچارد واگنر را ظاهراً به آتش کشید اما خودش نیز یک سال بعد در گذشت.

## ارجاعات
1. ↑  Hannabuss, K. C. (2021-11-30). "The Complex Life of Alfred Pringsheim". The Mathematical Intelligencer (به انگلیسی). doi:10.1007/s00283-021-10129-y. ISSN 0343-6993.
2. ↑  Hadamard, J. (1954). "History of science and psychology of invention". Mathematika. 1: 1–3. doi:10.1112/S0025579300000450.
3. ↑  Titchmarsh, E.C. (1939). The theory of functions (second ed.). Oxford University Press.
4. ↑  Philippe Flajolet and Robert Sedgewick, Analytic Combinatorics, Cambridge University Press, 2008, ISBN 0-521-89806-4
5. ↑  Samuel Karlin and H. M. Taylor. "A First Course in Stochastic Processes."  Academic Press, 1975 (second edition).
Samuel Karlin. "Mathematical Methods and Theory in Games, Programming, and Economics." Dover Publications, 1992. ISBN 978-0-486-67020-1.
6. ↑  Schaefer, Helmuth H. (1971). Topological vector spaces. GTM. Vol. 3. New York: Springer-Verlag. ISBN 0-387-98726-6.
7. ↑  Boas, R.P. (1989). "When is a C∞ function analytic?". Math. Intelligencer. 11 (4): 34–37. doi:10.1007/BF03025882. S2CID 119566990.
8. ↑  Krantz, Steven; Parks, Harold R. (2002). A Primer of Real Analytic Functions (Second ed.). Birkhäuser. ISBN 0-8176-4264-1.
9. 1 2  "Die Münchner Sammlung Alfred Pringsheim: Versteigerung, Beschlagnahmung, Restitution - arthistoricum.net - Katalog". katalog.arthistoricum.net. Retrieved 2021-04-20.
10. ↑  Entehrt - Ausgeplündert - Arisiert: Entrechtung und Enteignung der Juden: basierend auf Vorträgen des Projekts "München arisiert", das 2004 vom Stadtarchiv und vom Kulturreferat der Landeshauptstadt München durchgeführt wurde. Andrea Baresel-Brand, Koordinierungsstelle für Kulturgutverluste. Magdeburg: Koordinierungsstelle für Kulturgutverluste. 2005. ISBN 3-00-017002-2. OCLC 70132534.{{cite book}}:  نگهداری CS1: سایر موارد (link)